# Sociedade Agrícola Pátria e Trabalho

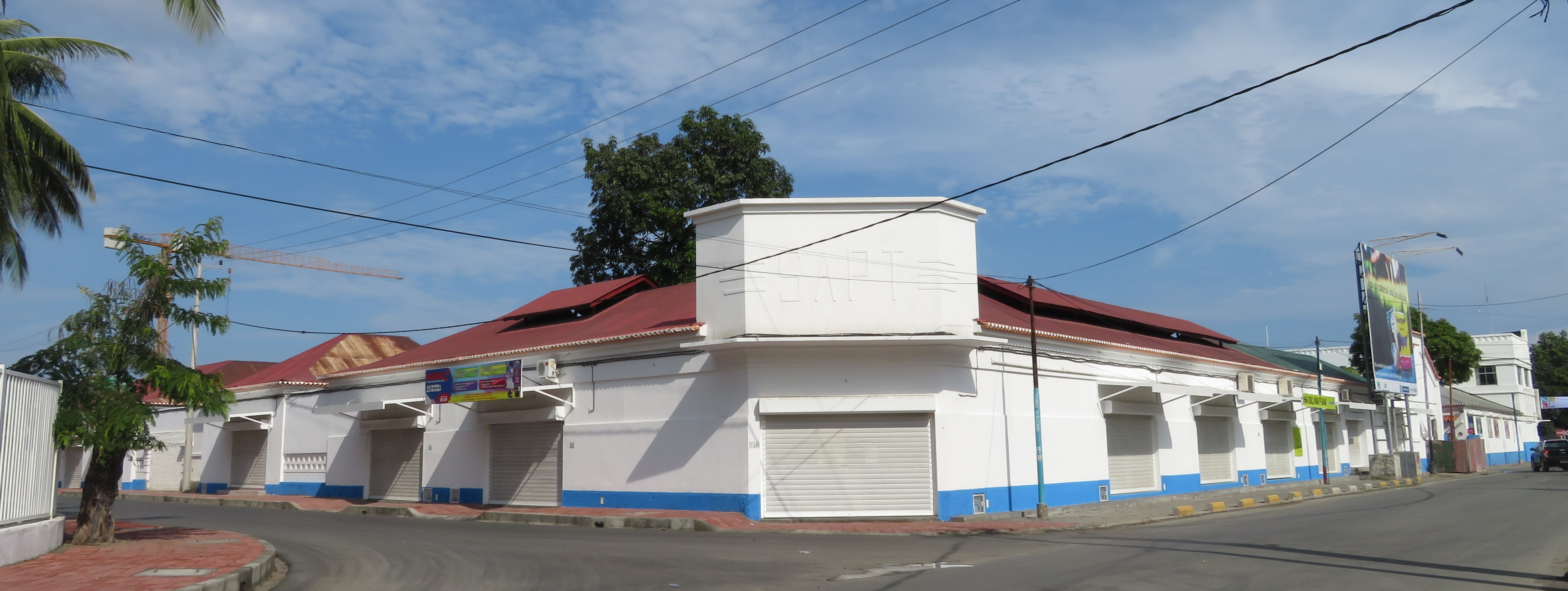
Das Nebengebäude der SAPT in Colmera, Dili (2016)

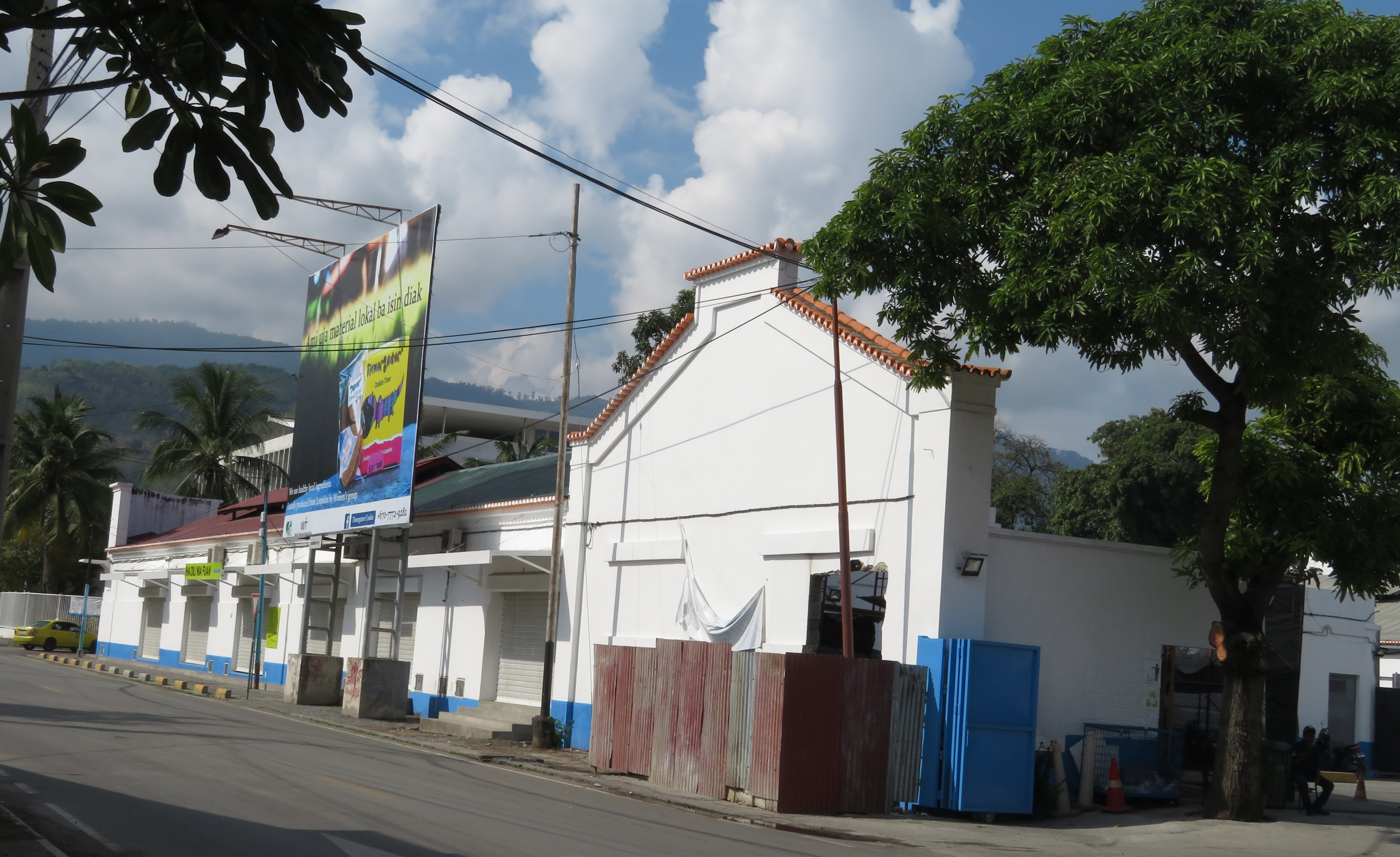
Das Nebengebäude von Nordosten gesehen

Die Sociedade Agrícola Pátria e Trabalho Lda. SAPT (deutsch Gesellschaft Landwirtschaft Vaterland und Arbeit) war eine Gesellschaft, die weitgehende Monopole in der Kolonie Portugiesisch-Timor hatte. Ihren Hauptsitz hatte die SAPT in Dilis Geschäftsviertel Colmera.
Gouverneur José Celestino da Silva (1894–1908) gründete die SAPT 1897. Er war in seiner Amtszeit in fast allen privaten Plantagengesellschaften beteiligt oder ihr Besitzer und die SAPT agierte praktisch als Staat im Staat. Als Untergliederungen gehörten zur SAPT noch die Empresa Agrícola Perseverança und die Empresa Agrícola Timor Limitada.
Ende der 1920er Jahre produzierte die SAPT in Portugiesisch-Timor 200 Tonnen Kaffee und kaufte noch für den Export hundert weitere Tonnen dazu. Als Portugal in der Weltwirtschaftskrise der 1930er Jahre nah dem Staatsbankrott kam, musste die SAPT 47,62 % ihrer Anteile an die Banco Nacional Ultramarino (BNU) übertragen. 1940 kaufte Sachimaro Sagawa, ein Mitglied des Vorstandes der japanische Nan’yō Kōhatsu 48 % der SAPT für eine Million Pfund Sterling. Sales Luís, der die Anteile an die Japaner verkauft hatte, wurde aus Portugiesisch-Timor als „schlechter Patriot“ verbannt.
Ab 1941 war die SAPT die einzige große Plantagen- und Handelsgesellschaft der Kolonie. Sie kontrollierte auch den Handel mit Portugal und Japan, womit sie 20 % des gesamten Handels Portugiesisch-Timors beherrschte. Zudem hatte die SAPT ein Monopol auf den Ankauf des Arabica-Kaffees, der wichtigsten und edelsten Sorte Timors.

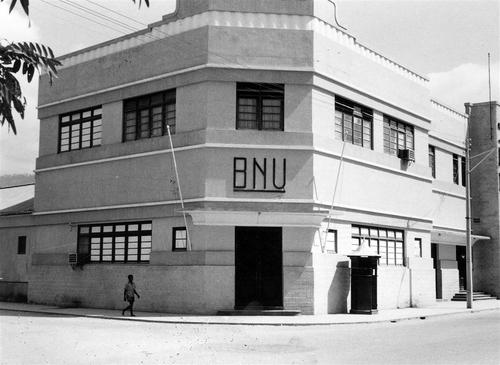
Das SAPT-Hauptgebäude mit der Filiale der BNU (1950)

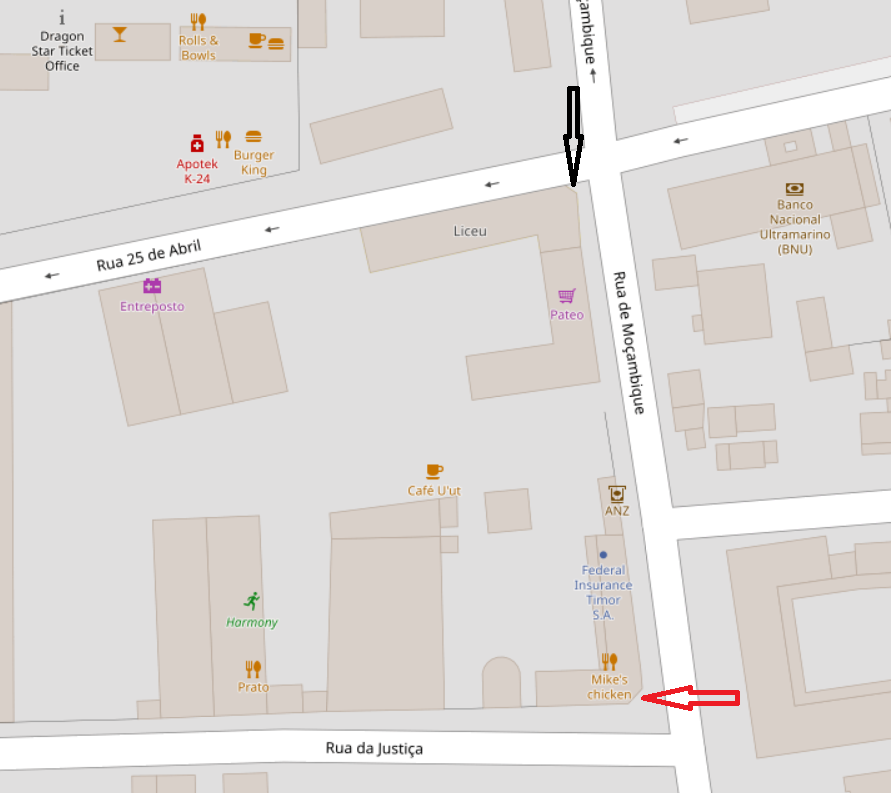
Lage in Colmera. Der schwarze Pfeil zeigt auf den Haupteingang, der rote auf das Nebengebäude, wie es auf den Fotos zu sehen ist.

Nach dem Zweiten Weltkrieg verloren die Japaner ihre Anteile. 40 % der SAPT gehörten nun dem portugiesischen Staat (die ehemaligen japanischen Anteile), 52 % der Familie von Silva und 8 % der BNU. Im Import/Export waren sie und die Sociedade Oriental de Transportes e Armazens (Sota) die einzigen Unternehmen, die nicht in der Hand der lokalen chinesischen Bevölkerung waren. An der Rua Sebastião/Rua Dom Fernando (heute Rua da Justiça/Rua de Moçambique), gegenüber der Liceu Dr. Francisco Machado, entstand 1948/49 als einer der ersten Neubauten in Dili nach dem Zweiten Weltkrieg, das neue Verwaltungsgebäude der SAPT. Über dem Eingang des Nebengebäudes ist unter dem neuen Anstrich noch immer der Firmenname „SAPT“ erkennbar. Das Hauptgebäude wurde zu Beginn von der BNU verwendet, bis diese in den 1960er Jahren ein neues Gebäude errichtet hatte. Heute beherbergt das Gebäude verschiedene Firmen, die zum Beispiel ingenieurtechnische Dienstleistungen anbieten oder Lebensmittelhandel betreiben.
Nach der indonesischen Invasion 1975 übernahmen indonesische Offiziere die Kontrolle über die Gesellschaft zur persönlichen Bereicherung, was das Ende für die SAPT bedeutete. Nach der Unabhängigkeit Osttimors 2002 wurde damit begonnen, Land an die ursprünglichen Eigentümer und deren Nachkommen zurückzugeben, das in der Kolonial- oder der Besatzungszeit enteignet worden war.